# مير اللفت
مير اللفت بلدةٌ مغربيةٌ ومركزُ جماعةِ مير اللفت القروية التابعةِ لإقليمِ سيدي إفني على الساحلِ الأطلسيّ. بلغَ عددُ سكانِ الجماعةِ 7.026 نسمة (إحصاء 2004).
يعرف عن المنطقة أنها قبلة للسياح وعشاق البحر من مختلف مناطق المغرب والعالم. ومير اللفت كذلك فضاء لممارسة العديد من الأنشطة الرياضية وخاصة الرياضات الشاطئية وفي صدارتها ركوب الموج، وعلى مستوى الرياضة الأكثر شعبية في العالم، فلم تحضَ مير اللفت بفريق يمثلها في العصب الجهوية لكرة القدم، إلى أن تحققت آمال الساكنة مطلع شهر شتنبر 2020، حيث سيتأسس أول فريق لكرة القدم بمير اللفت ينظم رسميا إلى عصبة كلميم واد نون لكرة القدم، حاملا اسم نجم الشباب الرياضي مير اللفت. الفريق أسسه مجموعة من الفاعلين والناشطين الجمعويين والرياضيين، وبدعم كبير من الجالية المغربية المقيمة بالخارج. ألوان الفريق هي الأزرق والأصفر والأبيض، وشعاره عبارة عن مجسم تعلوه شمس تسطع بأشعتها الصفراء على أمواج البحر وعلى اسم الفريق وكرة القدم.
يرجع اسم ميراللفت إلى عدة معاني: هناك من يقول اسم فرنسي وهناك من يقول اسباني وهي اساسا تعني كلمة mer المياه و left اليسار وتعني المياه اليسارية وهناك من يقول أيضا: يعود الاسم إلى الفجل، و له قصة: حيث أن جنودا فرنسيين أيام الاستعمار كانوا في تاركا (targa) وهو مكان في مير اللفت يزرع فيه أناس القرية محاصلهم الزراعية، وعندما نزل إليه الجنود، استغرب أحدهم عند رؤيته فجلةً كبيرة الحجم. وعندما طُرِحَت الترجمة على السكان، كُتِبَت: أمير اللفت و تعني: أمير الفجل (ملك الفجل أو الزعيم نسبة إلى حجمها).